# 1978 en sports équestres
Chronologie des sports équestres
- 1977 en sports équestres - 1978 en sports équestres - 1979 en sports équestres

Cet article présente les faits marquants de l'année 1978 en sports équestres.

## Événements

### Décembre
- décembre 1978 : première édition du jumping international de Bordeaux.